# АЗ: Апокаліпсис Землі
«АЗ: Апокаліпсис Землі» (англ. AE: Apocalypse Earth) — американський фантастичний бойовик 2013 р. студії-продюсера The Asylum і режисера Тандера Левіна, мокбастер фільмів Після нашої ери та Світ забуття. Головні ролі виконували Едріан Пол і Річард Гріко. Вийшов для домашнього показу 28 березня 2013 р.

## Сюжет
Фільм починається зі сцени битви та відступу, як космічні кораблі-«ковчеги» завантажуються цивільними особами для пересадки в інші світи. Лейтенант Френк Баум є одним з офіцерів, що відповідають за нагляд щодо завантаження транспорту. Через бомбардування земних міст іншопланетними агресорами і заворушення на Землі переляканих людей, яких він і кілька його товаришів заштовхали в корабель, вони віддаляються від Землі разом із звичайними евакуйованими. Проте катастрофа неминуча. Група біженців здійснює посадку на планеті, населеній безжальними прибульцями, і бореться за своє виживання.

## Ролі
- Едріан Пол — лейтенант Френк Баум
- Річард Гріко — капітан Сем Кроу
- Родрігес Балі — Лі
- Грей Хокс — Тім

## Виробництво
AE: Apocalypse Earth був знятий у Коста-Риці.

## Критика
На сайті IMD рейтинг фільму становить 3.2/10.